# Ministerio de Educación y Ciencia (Rusia)

Emblema del Ministerio de Educación y Ciencia de Rusia

El Ministerio de Educación y Ciencia de la Federación de Rusia (del ruso: Министерство образования и науки Российской Федерации o Minobrnauki) era un ministerio del gobierno de Rusia (2004—2018). Tenía su sede en Moscú. Sus ministros eran: desde 2004 — Andrei Fursenko, desde 2012 — Dmitry Livanov, desde 2016 — Olga Vasilieva.